# Hagendeel (metropolitana di Amburgo)
Hagendeel è una stazione della metropolitana di Amburgo, situata sulla linea U2.